# Gabriele Pagliuzzi
Gabriele Pagliuzzi (Torino, 23 febbraio 1948) è un politico italiano.
Laureato in architettura, vive a Milano con la moglie e tre figli.

## Attività politica
È stato presidente provinciale milanese della Gioventù Liberale Italiana negli anni settanta, promotore della Maggioranza Silenziosa nel 1972, esponente del Partito Liberale Italiano nella corrente Autonomia liberale, voce critica "da destra" di quella che veniva considerata un'involuzione del partito verso i compromessi col sistema clientelare della politica italiana. Dopo lo scioglimento del Partito Liberale Italiano nel 1994, ha aderito alla fondazione di Alleanza Nazionale.
Con AN è stato candidato per le elezioni della Camera dei deputati nel 1994 a Milano (collegio 3), ma non venne eletto. Ricandidato nel 1996 a Milano (collegio 7) fu eletto deputato e restò in carica fino al 2001, per tutta la XIII Legislatura. Nell'ambito dell'attività parlamentare fece parte della commissione "Trasporti" e poi della commissione "Attività produttive.
Contribuì a formare la corrente liberale di Alleanza Nazionale insieme a Giuseppe Basini, Luciano Magnalbò e altri parlamentari, e nel 2001 decise di fondare insieme a Giuseppe Basini la Destra Liberale Italiana e il suo braccio elettorale, Liberali per l'Italia, con lo scopo di ridare voce ed identità al liberalismo e alla destra storica liberale nel panorama della politica italiana.
In seguito, Pagliuzzi si candidò a presidente della provincia di Milano nel 2004, sostenuto anche dal Patto Segni-Scognamiglio, alle elezioni suppletive del 2004 per la Camera nel collegio elettorale di Milano 3 e a sindaco di Milano nel 2006, non venendo eletto in nessuno dei tre casi.

## Attività imprenditoriale
È amministratore unico del Parco Esposizioni Novegro, polo fieristico situato nel comune di Segrate. Tale parco fieristico rappresenta un'insostituibile risorsa per il collezionismo afferente l'area geografica della città di Milano.